# 七氧化二铼
七氧化二铼，又稱氧化铼(VII)或高铼酸酐，是铼最常見的氧化物，化学式为Re2O7，為揮發性黃色晶體。

## 结构
X射线单晶衍射证实，七氧化二铼晶体中，一个铼原子以扭曲的八面体与氧原子配位，一个铼原子以四面体与氧原子配位。八面体与四面体结构共用一个顶点，八面体还和另一个八面体共边相连。气态时，七氧化二铼以分子存在，存在两个ReO4四面体结构，共用一个顶点。

## 制取
金属铼于150°C以上在空气中或氧气中燃烧，或二氧化铼在空气中强热都能生成七氧化二铼，氧浓度较低时还可观察到红色三氧化铼的生成。此外，金属铼与过氧化氢作用制得高铼酸溶液，然后与五氧化二磷在真空下共热，便会有七氧化二铼升华出来。
七氧化二铼可通过真空升华进行提纯，制成黄色的大的角状晶体。

## 反应
七氧化二铼溶于水生成高铼酸溶液：
Re2O7 + 2 H2O → Re2O7·2 H2O
用氢气还原可依次得到二氧化铼和金属铼，与干燥的硫化氢作用生成七硫化二铼。
七氧化二铼可用于合成甲基三氧化铼（"MTO"），后者是新型的高效催化剂。